# 异度传说 二章 善恶的彼岸
《异度传说 二章 善恶的彼岸》是由Monolith Soft为PlayStation 2平台开发的角色扮演游戏。本作首先由南梦宫在日本（2004年）与北美地区（2005年）推出，随后由索尼电脑娱乐欧洲于2005年在欧洲地区发行。本作是异度传说三部曲的第二作，同时也是规模更为宏大的异度系列中的一作。故事紧随《异度传说 一章》的结局展开，主角卯月紫苑和Jr.继续反抗U-TIC组织的阴谋，并与精神失常的反派艾尔贝多·皮亚佐拉对抗。其核心玩法基本沿袭了前作的框架。游戏采用线性叙事，玩家将跟随剧情，逐步探索游戏中的场景。战斗采用回合制模式，并融入了按键指令组合与多种升级强化系统。玩家角色既可以直接与敌人步战，也可以驾驶名为「E.S.」的大型机甲。
《异度传说 二章》的开发工作在《一章》完成后随即展开。异度传说系列缔造者高橋哲哉将系列的主导权交予一支新团队，此举也为游戏带来了不少变化。本作的玩法系统根据《一章》的玩家反馈进行了重新设计。剧本由米坂典彦执笔，其蓝本是高桥哲哉与嵯峨空哉共同构思的初稿；《二章》亦是嵯峨空哉参与的最后一部系列主线作品。音乐由梶浦由记和細江慎治负责创作，二人分工明确，分别负责过场动画和实际游戏过程中的配乐。
本作问世后，虽然获得了评论家们的好评，但也有多数批评指向游戏中部分经过改动的游戏机制。尽管本作在日本和北美都取得了不错的销售成绩，但最终未能达到预期的销售目标。在《二章》的开发期间，制作方也着手将异度传说系列拓展到更多的衍生项目中。高桥和嵯峨构思的部分系列剧情被改编为手机游戏《异度传说 吹笛手》，于2004年推出。本作连同《一章》被合并改编为任天堂DS游戏《异度传说I·II》。系列的收官之作《异度传说 三章》则于2006年发行。

## 游戏玩法

《异度传说 二章》的战斗画面，其中主角KOS-MOS正在Boost状态下发动攻击。

《异度传说 二章》是一款角色扮演游戏；玩家操控角色队伍穿梭于与故事发展相关的各种场景中，队伍成员会随着游戏进度而不断扩充。伴随着游戏的进行，多段以传统全动态影像形式呈现的剧情过场动画会穿插其中。在探索时，队伍可以破坏场景中的物品并从中收集各式道具，其中一些可以用于提升角色的属性值或恢复其生命值。多数区域可以步行探索，但某些地方则必须驾驶机甲才能通行。在主线剧情之外，队伍还能接受各式各样的支线任务，比如寻物或是挑战强敌，并能解锁隐藏迷宫，供玩家在其中挑战敌人并获取稀有道具。
在探索场景时，敌方单位是可见的，玩家可以选择主动迎战或避开。战斗开始后，玩家操控的队伍将与敌方在独立的战斗空间内展开战斗。战斗采用回合制模式。玩家的战斗小队由三人组成，在战斗中可以随时更换场上队员，代价是消耗一个行动回合。每位角色都可使用近战和远程普通攻击，亦可使用道具来影响我方或敌方单位。玩家队伍的攻击方式则由按键组合来决定，不同的按键组合将触发不同的攻击组合，并对队伍以及邻近的敌人产生不同的附带效果。
角色在战斗中可用「Stock」指令积攒「Stock」点数，消耗该点数就能发动强力的特殊招式。玩家还能够发动Boost，从而无视行动顺序，让尚未行动的角色抢占敌人的行动机会并发动攻击。角色在战场上的位置可以进行调整，这会直接影响其能施展的攻击类型以及与相邻队伍成员的互动方式。角色的攻击分为A、B、C三种类型，游戏中称作「Zone」。每个敌人都有其特定的攻击组合弱点。一旦按照顺序打出能克制敌人的攻击组合，就能将敌人打入「Break」状态，使其暂时无法行动。我方队员可趁敌人处于「Break」状态时发动特殊招式，造成巨额伤害。不仅如此，两名角色还能联手发动威力强大的「双人技」，对敌人造成巨大伤害。
除了步战，玩家还可以召唤特定角色专属的机甲作战。虽然每台机甲的主驾驶员是固定的，但副驾驶员可以更换，换人也会改变机甲能使用的攻击招式。击败敌人后，队伍会得到经验值来提升角色的基础属性，并获得技能点数用于升级各角色的技能树、解锁新技能。由于游戏中不存在货币与商店系统，新的道具和饰品只能通过探索场景或击败敌人来获取。

## 故事概要

### 背景设定
与前作一样，《异度传说 二章》的故事发生在采用科幻设定的虚构宇宙中。20XX年，一支考古队在肯尼亚发掘出了名为「索哈爾」的神秘遗物，其历史可追溯至宇宙起源时期。索哈爾能够与上位领域中如同神祇般的能量体「烏·篤」连接，它也是人类实现太阳系外星际旅行的关键所在。在4000多年后的未来，人类在经历了某场可怕的事件后被迫离开地球，开始殖民银河系。而地球的坐标则被丢失遗忘，并被称为「失落的耶路撒冷」。到了游戏故事发生的年代，人类早已启用了全新的纪元，名为「Transcend Christ」（T.C.）。《一章》与《二章》的事件发生于T.C.4767年，即公元7277年。如今，人类的足迹遍布50万个星球，各星球政府组成了星團聯邦。星球之间通过名为「U.M.N.」（全称为「Unus Mundus Network」，即「一元世界網絡」）的时空跃迁旅行网络连接。U.M.N.由贝克达公司管理，该公司同时也在联邦军方拥有重要地位。合成人与自然人类共同在社会中生活，他们与自然人类享有平等的社会地位。联邦面临着来自古老外星生物「格諾西斯」的严峻威胁，它們对聯邦所統治的空域展开毁灭性的打击。由于常规武器对格諾西斯毫无作用，贝克达公司便着手研发两种专门用于对抗格諾西斯的武器系统：其一是人形机甲「A.G.W.S.」，其二则是性能更为强大的战斗机器人「KOS-MOS」。此外，还有一种更先进的机甲「E.S.」，其动力来源是失落的耶路撒冷的遗物「魂之器」。游戏中的重要组织包括：为受到强化改造的人类提供庇护的库凯基金会；曾经是科研团体，现在却企图将索哈爾据为己有的U-TIC组织；崇拜着失落的耶路撒冷的秘密教团「歐魯姆斯」，他们通过名为「移民船團」的政治派系暗中资助U-TIC的行动。
发生在米爾奇亞行星上的「米爾奇亞衝突」是游戏背景中的一个关键事件，该事件发生于《异度传说 一章》剧情的14年前。冲突的起因是U-TIC组织与联邦之间的战争，并因一群合成人失控、无差别攻击人类而升级。与此同时，一支为对抗烏·篤能量而组建的「U.R.T.V.」部队也在进行一场实验，其成员是669名经过基因改造的儿童。随着实验发生严重事故，米爾奇亞行星被时空异常所吞噬，自此从宇宙中消失。米爾奇亞毁灭后，人们在邻近的第二米爾奇亞建立起新的定居点和政府。在《异度传说 一章》中，主角紫苑卯月和由她负责开发的原型反格诺西斯战斗机器人KOS-MOS，因索哈爾模擬體的回收而遭遇格諾西斯袭击，被迫逃离原先所在的飞船。她们搭乘艾尔莎号客运货船前往第二米爾奇亞，途中遭到U-TIC组织的追击，并遭遇更多觊觎模擬體的格諾西斯。紫苑还看到了少女妮芙琳和已故友人費布羅妮亞的幻象，后者请求她「解放」其姐妹賽西莉和凱絲。艾尔莎号上的众人来到库凯基金会寻求保护。然而，精神失常的U.R.T.V.艾爾貝多·皮亚佐拉一心想要前往米爾奇亞，并用天之车上搭载的强大武器威胁要毁灭第二米爾奇亞，众人不得不与艾爾貝多交手。众人摧毁了天之车，但艾爾貝多带着能够打开通往米爾奇亞的道路的数据逃脱。在《一章》结尾，艾尔莎号降落在第二米爾奇亞上。《异度传说 二章》的故事紧接着《一章》的结局展开。

### 角色
本作的主角是贝克达公司的科学家紫苑卯月，以及烏·篤实验的幸存者、身为U.R.T.V.的Jr.。Jr.与同为U.R.T.V.的兄弟蓋南共同运营库凯基金会。队伍中的其他主要成员有：与紫苑的关系有所疏远的哥哥卯月仁，反格诺西斯战斗机器人KOS-MOS，拥有神秘力量的忧郁青年卡歐斯，由U-TIC科学家若亚敬·米拉契以其已故女儿为原型创造的原型合成人M.O.M.O.，作为M.O.M.O.的保护者的生化改造人基奇（全名为「Ziggurat 8」），以及曾在米爾奇亞衝突期间与卡歐斯携手作战的合成人迦南。其他角色包括：紫苑的下属亞連·里奇利，Jr.和蓋南的U.R.T.V.兄弟、精神失常的主要反派艾爾貝多·皮亚佐拉，U-TIC组织的司令官馬格利斯，歐魯姆斯与移民船團在明面上的领袖賽基伍斯17世，U.R.T.V.的创造者和其遗传学上的父亲得米托利·尤里艾夫，贝克达的首席执行官威廉，以及在紫苑幻象中出现的少女妮芙琳。

### 剧情
《异度传说 二章》以发生在《异度传说 一章》14年前的米爾奇亞衝突开场。迦南和卡歐斯奉命空降至米爾奇亞进行调查，发现合成人因一段影响心智的旋律「妮芙琳的歌声」而陷入疯狂。二人受到伏击，好在卯月仁出手帮其解围。仁获取了一段重要数据，其中揭示了制造这场衝突的幕后黑手的身份。在重伤馬格利斯并将其击退后，仁将数据转移到迦南的脑中以确保安全。14年后，数据仍处于封印中，而密钥则留在了米爾奇亞。在艾尔莎号抵达第二米爾奇亞后，如今驻扎于此的迦南负责保护其船员。来到第二米爾奇亞的紫苑很不情愿地将KOS-MOS移交给贝克达的人员，并嘱咐亞連多留意KOS-MOS。同时，基奇准备护送M.O.M.O.去取出若亚敬·米拉契植入她意识中的数据。
在第二米爾奇亞，M.O.M.O.、基奇、卡歐斯、Jr.遭U-TIC组织成员驾驶机甲围攻，幸得迦南解围。紫苑与仁重逢，但紫苑却心怀芥蒂，她将米爾奇亞冲突期间父母之死归罪于当初没有及时出现的仁。在M.O.M.O.接受扫描的前夕，无法破解先前窃取的数据的艾爾貝多，借助心灵感应对Jr.与盖南进行了精神折磨。扫描解析M.O.M.O.意识中的数据时，艾爾貝多設下的陷阱突然發動。为了阻止米拉契的数据流失，M.O.M.O.主动将自己的人格破坏。为了营救M.O.M.O.，紫苑、Jr.等人进入了她的深层意识。在此期间，Jr.坦白了自己的出身：他和他的两位兄弟都曾是得米托利·尤里艾夫的实验的一部分。得米托利的目的是创造出能够消滅烏·篤的存在。三人关系亲密，但艾爾貝多发现唯有自己拥有不死之身，注定要孤独地活在兄弟们之后，便陷入消沉。在一次实验中，Jr.擅自中断了与烏·篤的连接，直接导致除他们三人外的全员U.R.T.V.丧生。艾爾貝多因与烏·篤接触而精神失常，但盖南则未受影响。在众人成功让M.O.M.O.苏醒之际，艾爾貝多设下的另一层陷阱发动，这使得M.O.M.O.将解码后的数据流出。借此，艾爾貝多开启了通往米爾奇亞的道路。
随着通往米爾奇亞的道路的打开，联邦军队与移民船團为争夺隐藏于此的索哈爾展开了大战。与此同时，紫苑见到了妮芙琳的幻象。妮芙琳请求她履行承诺，帮助賽西莉和凱絲。为了完成使命，紫苑和亞連驾驶飞船前往米爾奇亞，却遭遇猛烈攻击。危机时刻，幸好KOS-MOS自主启动并赶来救援，二人才得以化险为夷。在盖南和第二米爾奇亞政府的协助下，众人驾驶艾尔莎号发起反击，摧毁了移民船團的太空堡垒。众人成功抵达米爾奇亞，仁解开了迦南脑中的数据封印，真相逐渐浮出水面：移民船團从一开始就暗中资助U-TIC，而M.O.M.O.的父亲米拉契在艾爾貝多释放了烏·篤的能量后，不惜牺牲自己封印了米爾奇亞。在与馬格利斯交手后，众人见到了索哈爾，以及用于控制其能量的两位身体残破的合成人，即賽西莉和凱絲。紫苑忍痛允许KOS-MOS终结了她们的生命。索哈爾最终落入歐魯姆斯和移民船團的代表，賽基伍斯17世之手。賽基伍斯将索哈爾组装在建造于米爾奇亞行星内部的巨型机械「基本型奧米加」之上。他的目的是消灭格诺西斯和联邦，从而为歐魯姆斯重寻失落的耶路撒冷扫除障碍。随着基本型奧米加的启动，紫苑一行人乘坐艾尔莎号紧急撤离。基本型奧米加随后释放出毁灭性的力量，将米爾奇亞行星以及周围的军队尽数摧毁。
此时，盖南却被早已死去的得米托利的灵魂附体。多年前，盖南曾违抗得米托利的命令，拒绝杀害Jr.，并转而杀死了得米托利。如今，附身于盖南的得米托利借此掌控了联邦政府，并自行组织起了对基本型奧米加的攻击。在得米托利的指示下，众人对基本型奧米加发起攻击。正当众人与賽基伍斯激战时，艾爾貝多突然现身相助，却被賽基伍斯击杀。战斗结束后，三位身着外套的神秘人「圣约」突然降临。圣约们称賽基伍斯的行动超出了他身为配角的职责，于是将其处决，并将基本型奧米加一并消除。随后，圣约们复活了艾爾貝多，并将索哈爾的控制权交给了他，索哈爾瞬间释放出烏·篤的恐怖能量。Jr.不得不亲手终结了艾爾貝多的生命，烏·篤的能量也随之消散。卡歐斯与妮芙琳随后出现，并给予Jr.以慰藉。就在众人准备回收索哈爾之际，一艘名为「亚伯的方舟」的巨型飞船凭空出现，将索哈爾吞噬。一直在暗中观察的威廉，随后以心灵感应的方式与卡歐斯对话。威廉称卡歐斯为「耶书亚」，并称赞其主动介入事件之中的决定。片尾彩蛋中，威廉与圣约们讨论着近期发生的事件，同时迎接一位身着白色外套的新圣约成员。

## 开发
《一章》于2002年发售后，异度传说项目组迎来了一次重大调整。为了让新成员有机会参与系列的开发，团队进行了重组。系列生父、Monolith Soft联合创始人高橋哲哉退居二线，不再担任总监一职，转而承担公司内部其他重要职责，同时以更多样的方式为项目提供创意。高桥表示，他不想束缚异度传说系列的格局与走向。他认为自己在《一章》中所采用的执导方式，极有可能导致后续作品的开发周期无限延长。也正是在此时期，高桥原本规划中的异度传说系列六部曲被重新编排为三部曲，但保留了视市场反馈继续推出后续作品的可能性。新井考接任总监，萩原智洋担任首席制作人，他们均曾以次要的身份参与《一章》的制作。高桥则担任《二章》的监制，并负责向团队成员传达异度传说系列的世界观设定。
《二章》的开发周期约为两年，有60至100位员工参与了开发。开发团队分为「剧情事件」、「战斗」和「任务」三个小组。萩原及其他新成员在制作过程中的目标是将异度传说系列打造为一个不断变化的系列。游戏玩法主体继承自《一章》，但针对系统进行了调整和扩展，旨在优化操作流程并提高游戏性。由于初代游戏的战斗系统被认为过于繁琐，本作的战斗系统根据反馈进行了改进。本作的美术总监是高见典宏。相较于《一章》采用的的风格化角色设计，《二章》的角色造型更加写实，旨在提升角色在过场动画中的表现力。开发团队为本作的图形引擎进行了全面重构。游戏中新加入的「E.S.」机甲由麦谷兴一和石垣纯哉共同设计。他们希望在借鉴《一章》设计思路的同时，为《二章》注入独特的创新元素。
《二章》的概念和剧本初稿由高桥哲哉和他的妻子嵯峨空哉共同完成。本作是嵯峨空哉在2005年离开该项目之前，参与制作的最后一部异度传说系列主线游戏。米坂典彦在高桥的授权下，将二人的初稿改编为完整的游戏剧本，并依据高桥的笔记接手《一章》之后的系列剧情走向。高桥表示，米坂典彦的工作是将他们二人的笔记转化为可用的游戏剧本，因此部分预定剧情不得不进行精简或删减。新井则指出，这些改动都是在与高桥协商后做出的。他们将高桥的原始构想比作原著小说，而游戏则相当于小说的电影改编版本。嵯峨在后来的采访中提到，《二章》对整体剧本的修改，直接影响了异度传说系列后续剧情的走向。游戏的副标题取自德国哲学家弗里德里希·尼采的著作《善惡的彼岸》。尼采的哲学思想和概念在该系列中反复出现；在《二章》的背景下，副标题「善恶的彼岸」象征着善与恶之间的模糊界限，同时也寓意着Jr.和艾尔贝多之间复杂而微妙的关系。与异度传说系列其他作品一样，这款游戏也大量融入了圣经神话元素。
《异度传说 二章》最初公布于2003年7月举办的「Monolith Soft 新作发表会 EPISODE 2003」。与其一同亮相的还有前作的加强版《异度传说 一章 Reloaded》，以及Monolith Soft的新作《霸天开拓史 永恒之翼与失落之海》。本作随后由南梦宫于2004年6月24日在日本正式推出。在2004年的电子娱乐展上，本作首次在国际上亮相，同年8月南梦宫公布了其发行窗口。《二章》于2005年2月15日在北美地区发售。游戏的英文本地化工作由南梦宫内部的本地化部门负责。配音工作则由Cup of Tea Productions承担；《异度传说 二章》是该公司承接的第一个项目。《二章》中，包括KOS-MOS在内的几位角色的英语配音演员都换了人。尽管《一章》未曾在欧洲发行，但南梦宫与索尼电脑娱乐欧洲合作，于2005年11月4日在欧洲推出了《二章》。欧洲地区还发行了一款独占的特别版。该版本与普通版同步推出，内含一张影碟DVD，详细回顾了《二章》之前的主要剧情。本作是异度传说系列中唯一一款在欧洲地区发售的作品。

### 音乐
《异度传说 二章》的音乐由梶浦由记与細江慎治共同创作。二人分工明确：梶浦负责过场动画的配乐，细江则操刀实际游玩部分的音乐。二人在游戏制作期间并未就任何曲目进行合作，甚至未曾会面。至于前作的作曲家光田康典，则因为日程繁忙，加上和南梦宫在游戏发展方向上存在创作理念冲突，最终拒绝了回归作曲。细江慎治曾为《街头霸王EX》和山脊赛车系列谱曲。在本作中，他不得不迁就PlayStation 2有限的音频硬件性能，在乐曲品质上做了不少妥协。他认为，游戏的音质及配乐的整体方向均因此受到了负面影响。梶浦由记先前多为日本动画创作配乐，她感到本作的配乐与其以往的作品有所不同，主要是因为不同的乐曲片段会相互串联呼应。然而，制作团队将她创作的某些乐曲拆分成了数个部分，尽管其创作初衷是为了能够融合成单个旋律。此外，梶浦坦言，在光田康典打下的基础上进行创作，比从零开始创作全新配乐要更加轻松。游戏偏写实的美术风格也影响了梶浦的创作，她希望自己的音乐能很好地衬托该风格。除英文版片尾曲外，所有歌曲的歌词均以一种虚构语言创作并演唱，合唱团戏称其为「梶浦语」。此外，另一位作曲家佐宗绫子也参与了音乐制作，访谈里称她为联合作曲家，而她在游戏内的署名为音效设计师。佐宗作为SuperSweep团队的一员，与细江慎治共同负责了任务和战斗乐曲的创作。她特地游玩了前作，以此为参考，花了一年左右的时间完成了创作。梶浦由记的配乐于2004年7月以双碟专辑的形式发行，而细江慎治负责的部分音乐则收录在北美版攻略本附赠的宣传光盘里。细江为该游戏创作的其余音乐至今仍未有专辑发行。

## 反响
| 汇总媒体   | 得分   |
| ---------- | ------ |
| Metacritic | 73/100 |

| 媒体      | 得分   |
| --------- | ------ |
| Eurogamer | 7/10   |
| GamePro   | 4/5    |
| GameSpot  | 7.8/10 |
| GameSpy   | [ 47 ] |
| IGN       | 7.9/10 |
| Fami通    | 33/40  |

在日本上市首周，《异度传说 二章》登上游戏销量榜第二位，售出约18万6000份。次周游戏销量下滑至第三位，新增销量逾3万2000份；该时期游戏市场整体销量亦呈普遍下降趋势。发售两周内，该作在日本的累计销量已接近21万9000份。截至2005年2月，南梦宫在其财务报告中披露，游戏在日本的销量已达28万份。而在稍后的2005财年报告中，南梦宫方面表示《二章》在北美市场属于南梦宫旗下销量较好的作品之一，但未提供具体销售数据。然而，一份后续报告指出，《二部曲》的商业表现未达预期，最终只完成了南梦宫原定销量目标的50%出头。
日本游戏杂志《Fami通》评价说，游戏的角色和世界观颇具吸引力，但强制观看的过场动画时长过久。Eurogamer的西蒙·帕金对角色和剧情表示赞赏，不过他认为故事既冗长又复杂，对刚接触该系列的新玩家而言，如果不事先了解前作的大量剧情，就很难真正投入其中。《GamePro》也提到，过场动画对某些玩家而言可能过长，但他们仍欣赏游戏的故事及其对前作情节的承接。GameSpot的贝瑟尼·马西米拉则欣赏游戏的故事和对角色群像的重点刻画。GameSpy的克里斯蒂安·纳特称赞游戏揭晓了不少剧情内幕，但也批评游戏的节奏控制不佳，且整个主线剧情缺乏实质性推进。IGN的杰里米·邓纳姆认为故事重心从紫苑到Jr.的转换略显突兀，但总体上欣赏其宏大的叙事框架及新增角色。
帕金指出，和前作比起来，角色模型的设计「更加性感」。《GamePro》则对游戏画面和角色设计的整体翻新赞誉有加。马西米拉欣赏本作更趋写实的角色设计和更为精美的视觉效果。邓纳姆认为，画面质量的提升和角色形象的重新设计，确实对游戏的观感有所助益；不过，他觉得和前作的配乐相较，本作的原声音乐有所逊色。他还对部分角色的英文配音演员的更换表示了不满。
《Fami通》对与《一章》相比更快的战斗节奏表示赞赏。帕金也持相同看法，同时指出本作的游戏机制（如Boost系统）与新增的支线任务，使其优于前作。《GamePro》表示，前作的游戏机制在本作里有所调整，对系列新玩家更加友好，并对此给出好评。马西米拉则认为，过于简化的角色成长系统降低了游戏体验，且游戏时长亦短于当时市面上的其他角色扮演游戏。纳特认为，战斗系统的改动显著提升了战斗乐趣，但角色成长系统缺乏具备实际意义的个性化定制空间。邓纳姆与其他评测者的意见相仿，肯定了战斗系统的改进和角色成长系统的调整，但也指出了游戏中没有用以购买道具的货币系统的问题。

## 后续
《异度传说 三章》的开发工作在《二章》接近完成时即已启动。尽管开发团队曾表示，若市场反响热烈，不排除推出后续作品的可能，但《三章》的创作初衷便是作为系列的完结篇。新井考和米坂典彦继续担任游戏总监和编剧。高桥哲哉提供了剧本的草稿，并负责监修剧本的撰写。《三章》于2006年先后在日本和北美地区发售。《三章》也是异度传说系列推出的最后一款游戏。
《异度传说 二章》原先规划中的一部分剧情，后来被用于游戏《异度传说 吹笛手》。该作于2004年7月登陆手机平台，由Monolith Soft、南梦宫移动与Tom Create三方合作开发，其同时也是将异度传说系列拓展为面向广泛大众的多媒体企划所迈出的一步。《一章》与《二章》的重新演绎版以《异度传说I·II》为标题登陆任天堂DS平台，于2006年3月发售。该作由Monolith Soft和Tom Create联合开发，高桥哲哉负责游戏剧本的监修，并加入了原版游戏中因故被删除的剧情。《异度传说 吹笛手》与《异度传说I·II》皆仅在日本地区推出。